# فورد مادوکس فورد
فورد مادوکس فورد (انگلیسی: Ford Madox Ford; ۱۷ دسامبر ۱۸۷۳ – ۲۶ ژوئن ۱۹۳۹) یک نویسنده، شاعر و رمان‌نویس اهل بریتانیا بود. از مشهورترین آثار او می‌توان به رمان سرباز خوب (۱۹۱۵) اشاره کرد.
 این اثر بر بسیاری از نویسندگان جنبش هنری نوگرایی و ادبیات نوگرا مؤثر بوده‌است.